# The Raging Wrath of the Easter Bunny Demo
The Raging Wrath of the Easter Bunny Demo è il quarto album in studio del gruppo musicale statunitense Mr. Bungle, pubblicato nel 2020.

## Tracce
1. Grizzly Adams – 2:55 (Spruance)
2. Anarchy Up Your Anus – 2:15 (Spruance)
3. Raping Your Mind – 5:53 (Dunn)
4. Hypocrites / Habla Español O Muere (Stormtroopers of Death cover) – 3:43 (Patton, Dunn, Stormtroopers of Death)
5. Bungle Grind – 6:30 (Spruance)
6. Methematics – 8:45 (Patton, Dunn)
7. Eracist – 3:52 (Patton)
8. Spreading the Thighs of Death – 5:59 (Dunn)
9. Loss for Words (Corrosion of Conformity cover) – 4:16 (Mike Dean, Woody Weatherman, Reed Mullin)
10. Glutton for Punishment – 4:49 (Dunn)
11. Sudden Death – 7:30 (Patton)

## Formazione
- Mike Patton – voce
- Trey Spruance – chitarra
- Trevor Dunn – basso
- Scott Ian – chitarra
- Dave Lombardo – batteria
- Rhea Perlman – narrazione in Anarchy Up Your Anus